# Villarramiel
Villarramiel ist eine nordspanische Kleinstadt und Hauptort einer Gemeinde (municipio) mit 788 Einwohnern (Stand: 2024) in der Provinz Palencia in der Autonomen Gemeinschaft Kastilien-León.

## Lage und Klima
Villarramiel liegt in der Region Tierra de Campos auf der kastilischen Hochebene in einer Höhe von ca. 810 m. Die Provinzhauptstadt Palencia befindet sich mit ihrem Stadtzentrum etwa 36 Kilometer (Fahrtstrecke) ostsüdöstlich. 
Das Klima im Winter ist durchaus kalt, im Sommer dagegen warm bis heiß; die eher spärlichen Regenfälle (ca. 590 mm/Jahr) fallen überwiegend im Winterhalbjahr.

## Bevölkerungsentwicklung
| Jahr      | 1970 | 1981 | 1991 | 2001 | 2011 | 2021 |
| Einwohner | 1713 | 1326 | 1191 | 1056 | 908  | 833  |

## Sehenswürdigkeiten

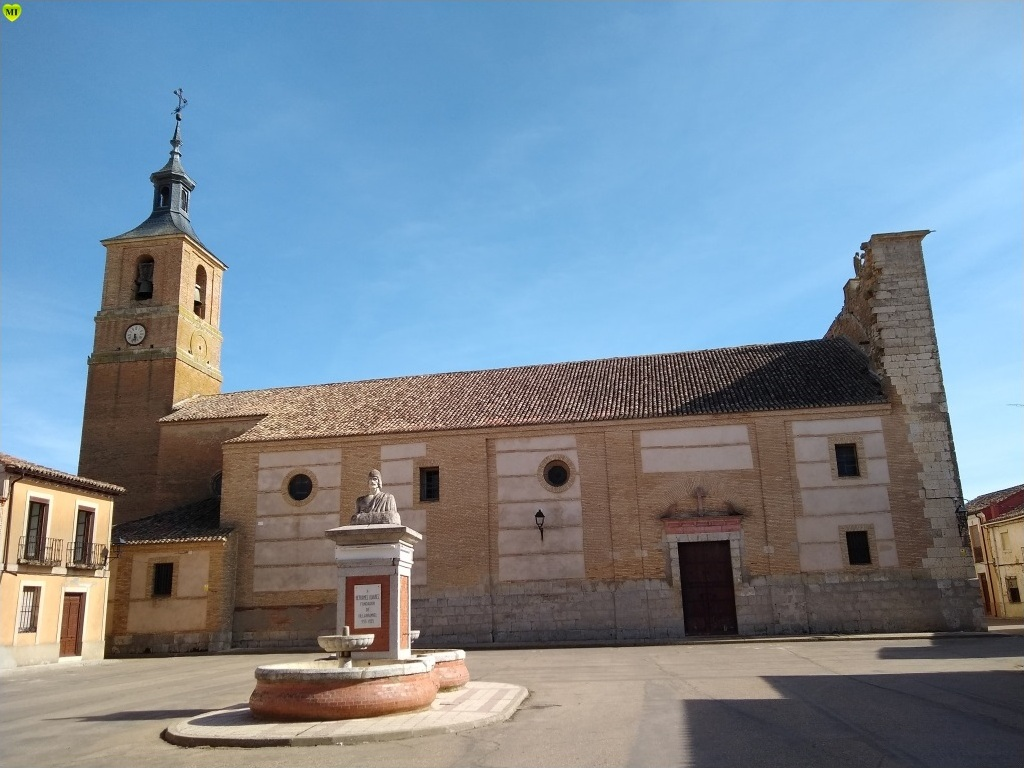
Michaeliskirche
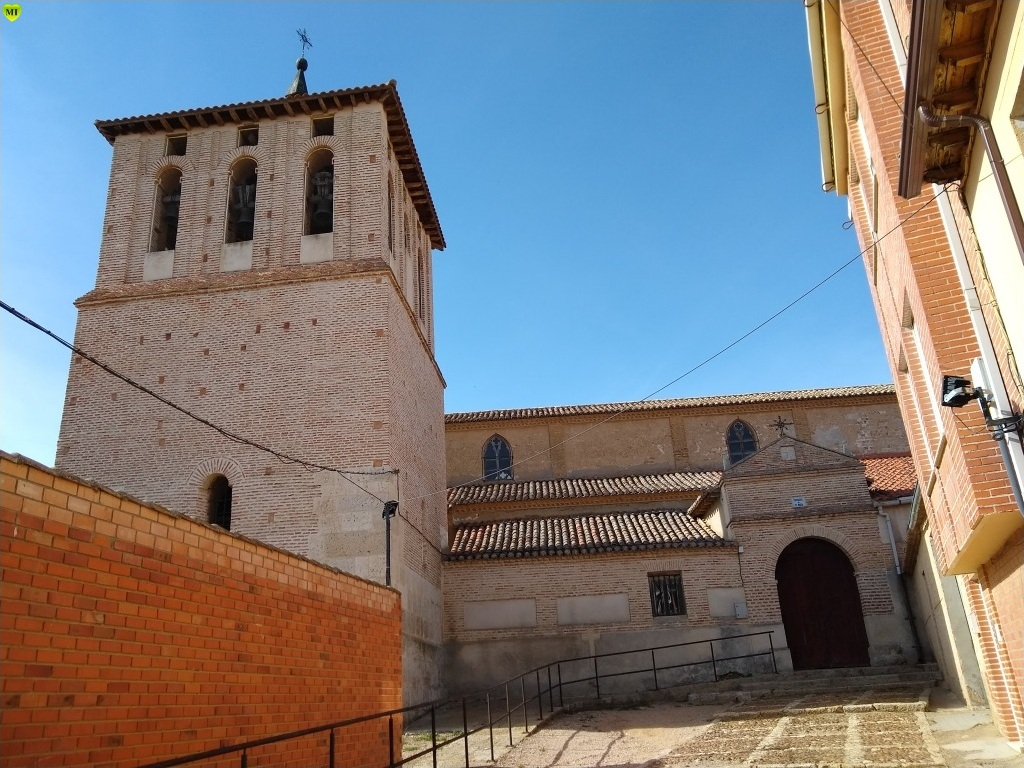
Marienkirche
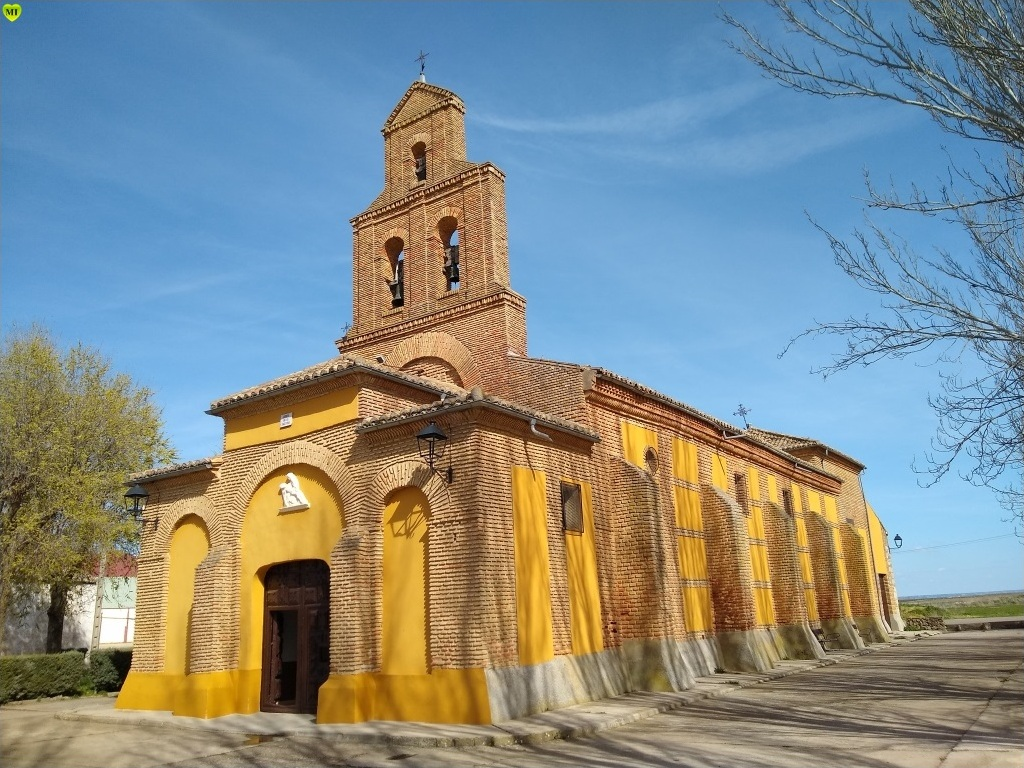
Marienkapelle
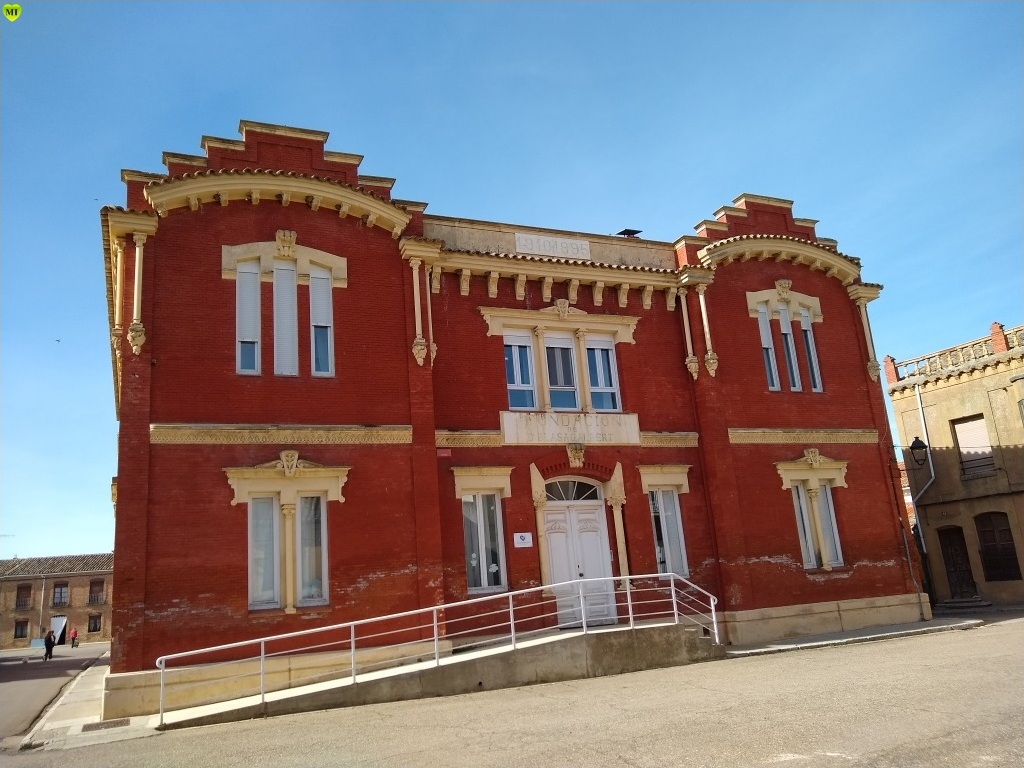
altes Hospital
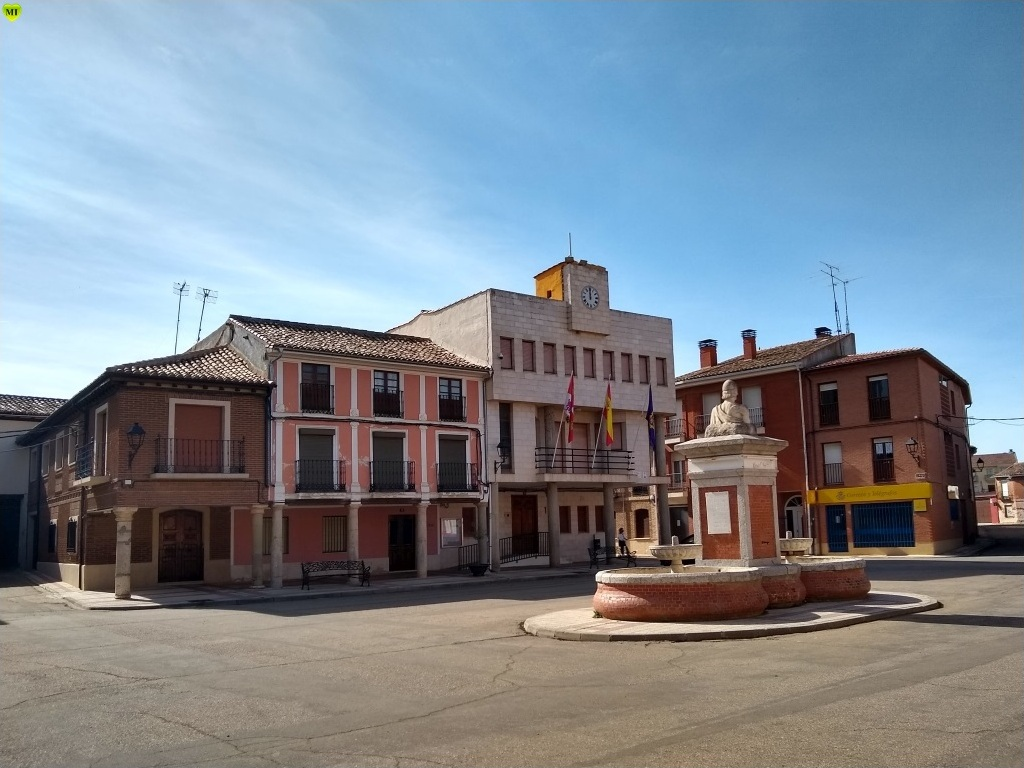
Rathaus

- Michaeliskirche
- Marienkirche
- Marienkapelle
- Altes Hospital
- Rathaus

## Persönlichkeiten
- Apolinar Serrano (1833–1876), Bischof von La Havanna (1875–1876)